# Динасовые огнеупорные изделия
Динасовые огнеупорные изделия (англ. The Dinas refractory silica bricks), ди́нас (англ.  the Dinas firebricks), от названия известняковой скалы Ди́нас, валл. Craig-y-Ddinas ("Крепостная скала, Утёс городища", англ. Dinas Rock от валл. craig «скала, утес» и валл. dinas «городище, большой город, крепость» < аугментатив (увеличительная форма слова) валл. din «(устар.) город, огороженное, укреплённое место»), в Уэльсе в Великобритании,) — огнеупоры, содержащие не менее 93 % диоксида кремния (кремнезёма) и до 2-3 % извести по массе. Является огнеупором на кислой основе.

## История
Динасовый огнеупорный кирпич был впервые получен в 1820 году в южной части британской провинции Уэльс благодаря разработкам английского предпринимателя, ботаника, изобретателя, художника-керамиста, принадлежавшего к религиозному течению квакеров Уильяма Уэстона Янга-старшего (в более старом русском написании — Вильяма Вестона Юнга, англ.  William Weston Young, 1776—1847), который добавил в песок небольшие дозы извести, что способствовало процессу спекания.

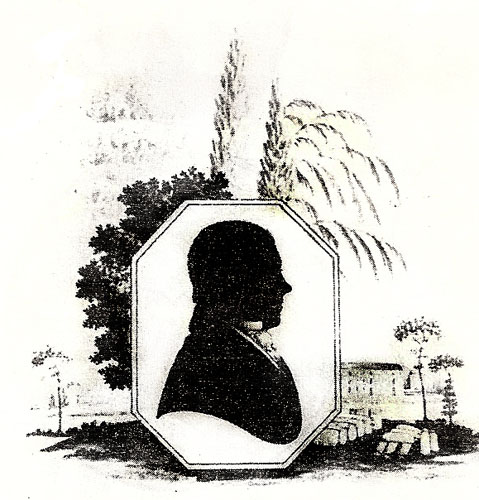
Единственное известное изображение В.Юнга. Выполнено в технике силуэта из-за присущей квакерам скромности

## Получение
Изготовляются из кремнезёмистых пород, главным образом кварцитов, с добавкой 2—2,5 % извести. Сырую породу измельчают и смешивают с известковым молоком, изделия формуют на прессах, сушат и обжигают при 1400—1460°С.

## Огнеупорность
Огнеупорность динаса 1680—1730°С, температура начала деформации под нагрузкой 200 кн/м² (2 кгс/см²) — 1630—1670°С.

## Применение
Применяют при сооружении коксовых, стекловаренных, мартеновских, бессемеровских конвертерных и других печей.

## Специальные виды динаса
Специальные виды динаса отличаются повышенным содержанием кремнезёма и плотностью. Изготовляются также легковесные динасовые огнеупорные изделия с плотностью 1,1—1,3 г/см3.